# Éva Balla-Falus
Éva Falus, née Éva Balla (ou, en hongrois, Balla Éva) le 18 février 1913 à Diósförgepatony (alors en Autriche-Hongrie, et aujourd'hui appelé Orechová Potôň en Slovaquie) et décédée le 27 mars 1966 à Paris, est une graphiste, peintre, styliste, conceptrice de marionnettes et réalisatrice de films d'animation, hongroise et française. 
Éva Balla-Falus joue un rôle crucial dans la naissance et le développement du cinéma d'animation hongrois entre 1948 et 1956. Plusieurs générations connaissent ses chefs-d'œuvre, mais les circonstances et les détails des premières années ne sont révélés qu'après la découverte de son héritage en 2024.

## Biographie

### Jeunesse et formation (1913-1931)
Éva Balla-Falus est née le 18 février 1913 à Diósförgepatony, une petite commune près de Dunaszerdahely, dans ce qui était alors la monarchie austro-hongroise. Son père, Imre Balla, travaillait comme régisseur dans un domaine voisin. À l'âge de 10 ans, sa famille retourne à Szeged, d'où ses parents sont originaires. Ils ne souhaitent pas devenir citoyens slovaques après le traité de Trianon qui a détaché la Slovaquie de la Hongrie.
À Szeged, Éva Balla-Falus grandit dans une grande famille avec de nombreux oncles, tantes et cousins. Son père dirige une entreprise familiale de commerce de bois, ses oncles sont avocats, et son frère aîné devient ingénieur. Éva Balla-Falus fréquente le lycée Árpád-házi Szent Erzsébet (aujourd'hui lycée Tömörkény-István). Dès son plus jeune âge, elle montre un grand intérêt pour le dessin et la peinture.

### Études à Budapest (1929-1931)
En 1929, à l'âge de 16 ans, Éva Balla-Falus déménage à Budapest pour vivre avec ses grands-parents paternels et s'inscrit à l'École graphique du Cercle des amis des arts de l'Association nationale hongroise pour l'éducation israélite (OMIKE). Cette école a été créée pour les jeunes artistes de confession juive exclus des études supérieures en arts plastiques en raison du « numerus clausus » instauré en 1920. À l'OMIKE, elle étudie sous la direction de Béla Kreisel et se lie d'amitié avec Anna Margit, une camarade de classe avec qui elle partage sa passion pour l'art et qui devient une artiste-peintre de grande renommée.
Éva Balla-Falus intègre les cercles artistiques de Budapest, fréquentant des artistes comme Sándor (Alexandre) Trauner, György Kepes (en), Dezső Korniss et Béla Veszelszky (hu). Elle participe également aux débats passionnés sur les courants artistiques d'avant-garde de l'époque. En 1931, deux de ses affiches sont publiées dans le magazine Magyar Grafika (hu), et elle participe à une exposition de graphisme publicitaire et de dessins organisée par les diplômés de l'OMIKE. Ses projets d'affiche constituent la majeure partie de l'exposition et sont cités dans la presse pour le talent dont ils témoignent.

### Séjour à Paris, dessins et peintures (1932-1945)
En 1932, Éva Balla-Falus s'installe à Paris, espérant y trouver de meilleures opportunités artistiques que celles offertes à Budapest, où les conditions sont ardues pour les jeunes personnes de confession juive. Malgré des conditions de vie difficiles, elle continue à dessiner et à peindre, fréquentant les ateliers de La Grande Chaumière et du peintre cubiste André Lhote.
À Paris, Éva Balla-Falus intègre un cercle d'artistes hongrois, qui compte le sculpteur István Hajdú et les photographes Ervin Marton et André de Dienes (en). Elle travaille également comme modèle pour des photographies de mode et des publicités, et collabore avec le magazine de mode La Gamme.
Pendant la Seconde Guerre mondiale, Éva Balla-Falus rejoint la Résistance française à Paris (FTP-MOI), participant à des missions de reconnaissance et à la fabrication de faux papiers. Son premier mari, François Cecconi, décède sur le front en 1940. En 1941, elle rencontre son second mari, Andor Falus, un médecin qui fait également partie de la Résistance. En 1945, elle travaille sur une exposition à Limoges, qui devient itinérante, documentant la libération de la France.  

### Retour en Hongrie et carrière cinématographique (1946-1957)
En 1946, Éva Balla-Falus retourne en Hongrie. Elle se marie en 1947 avec Andor Falus ; ils auront deux enfants, Juli et Jean. Elle travaille comme illustratrice pour divers journaux et conçoit des catalogues de mode pour Gladys. En 1948, elle commence à travailler sur des films d'animation avec le sculpteur Zoltán Olcsai-Kiss (hu), inspirée par le film d'animation soviétique Le nouveau Gulliver (1935) ainsi que par le théâtre de Géza Blattner (hu) à Paris.
Leur premier projet, Megy a juhász szamáron (Le berger sur son âne), fondé sur un poème de Sándor Petőfi, n'est pas diffusé en raison de critiques idéologiques. Leur deuxième film, Vitamin ABC (1950), est un succès immédiat et est projeté dans les cinémas pendant de nombreuses années. En 1951, elle sort Kacsa (La rumeur), sur un scénario de Fedor Ágnes. En 1953, elle sort Balkéz Tóbiás (Tobias le maladroit). En 1956, le film Mese a mihaszna köcsögről (Conte du pot inutile), d'après Mészöly Miklós, connait un succès éclipsé par les événements politiques dont il semble annoncer la venue. Son dernier film sort en 1957, A didergő király (Le roi frileux), d'après un conte de Móra Ferenc, mais son nom est absent du générique pour sanctionner sa dissidence.
Éva Balla-Falus continue à travailler sur des films d'animation, créant des personnages mémorables et innovants. Elle réalise également de nombreux films publicitaires en utilisant des marionnettes, qui sont diffusés non seulement dans les pays du bloc de l'Est, mais aussi en Scandinavie, en Suisse, au Moyen-Orient et en Extrême-Orient.

### Dernières années à Paris (1957-1966)
En 1957, déçue par la rigidité politique en Hongrie, Éva Balla-Falus retourne à Paris avec sa famille. Elle continue à dessiner et à peindre, créant des marionnettes et des figurines qu'elle vend. Elle tente également de s'impliquer dans l'industrie du film d'animation, mais sa santé déclinante et les défis de la vie quotidienne l’en empêchent.
Éva Balla-Falus décède le 27 mars 1966 à Paris, laissant derrière elle un héritage riche et varié qui est redécouvert et apprécié des décennies plus tard. L'héritage d'Éva Balla-Falus, comprenant des dessins, des marionnettes et des documents, est mis en valeur par sa fille, Juli Faloux, et par l'Institut du cinéma hongrois (NFI), le Filmarchívum, en 2024. 

## Filmographie
- 1948 : Megy a juhász szamáron (Le berger sur son âne), de Falus Éva & Olcsai-Kiss Zoltán, d'après Sándor Petőfi
- 1950 : Vitamin ABC (Vitamines ABC), de Falus Éva & Olcsai-Kiss Zoltán
- 1951 : Kacsa (La rumeur), de Falus Éva & Mátrai Jenő, sur un scénario de Fedor Ágnes
- 1951-1957 : Tungsram Mici, Röltex Rózsi, Áram Marci… (films publicitaires)
- 1953 : Balkéz Tóbiás (Tobias le maladroit), de Falus Éva
- 1956 : Mese a mihaszna köcsögről (Le pot inutile), d'après un conte de Mészöly Miklós[4]
- 1957 : A didergő király (Le roi frileux), d'après un conte de Móra Ferenc

## Œuvres graphiques
- Magyar Grafika, 1931, nº1-2